# 史林·惠特曼
史林·惠特曼（英語：Slim Whitman，1923年1月20日—2013年6月19日），原名為小奧提斯·杜威·惠特曼（Ottis Dewey Whitman, Jr.），為美國鄉村音樂、民俗音樂與西部音樂歌手、作曲家和吉他演奏家，其特點為藉由約德爾唱法來流暢地唱出高八度的假聲。他個人表示其70年的職業生涯中已經銷售超過1,200萬專輯，而這項紀錄甚至超過披頭四樂團的販售紀錄；另外在其早期職業生涯中，則常常被公開地拿來與艾維斯·普里斯萊進行比較。史林·惠特曼的作品相比在其出生國家美國的知名程度來講，整個歐洲大陸國家（特別是在英國當地）對於其歌曲和專輯較為風靡，而主要流行的歌唱歌曲包括有專題主打歌曲、電影歌曲、各式情歌、民歌曲調和福音讚美歌曲等。
史林·惠特曼出生於美國佛羅里達州坦帕，在第二次世界大戰期間加入了美國海軍的行列；而在戰爭結束後回到造船廠內工作，並且加入了一個名為「變換旋律男孩組合」（Variety Rhythm Boys）的樂隊。原本他為演奏時為右撇子，但是由於在事故中左手受傷使得其不得不學習使用左手彈奏吉他。之後音樂經紀人湯姆·帕克於電臺上聽見其彈奏後邀請他與RCA唱片簽訂合約，並在1948年時推出了其第一個單曲專輯《我將套索扔在空中》（I' m Casting My Lasso Towards the Sky）並且獲得不錯的成績。然而一直到1950年代初期時，在他翻唱鮑勃·諾蘭的《瀑布的愛之歌》（Love Song of the Waterfall）且於美國鄉村音樂排行榜上排名前10名後，史林·惠特曼才真正可以憑藉著音樂表演維生。之後他所演唱的《印第安愛的呼聲》（1952年）和翻唱的《秘密愛》（1953年）在銷售數量上皆於《告示牌》排名第二名，並也因為種種優秀的成績而被列入好萊塢星光大道的行列。
到了1955年時，新推出的單曲《羅絲·瑪麗》在英國唱片銷售市場上創下第一名；之後《羅絲·瑪麗》的銷售紀錄在英國單曲排行榜上持續長達36年之久而列入《金氏世界紀錄大全》與《英國單曲與專輯》中，這項世界紀錄一直到1991年才被布萊恩·亞當斯所打破。惠特曼有從1960年代中期到1970年代開始成功藉由浪漫的鄉村歌曲打造自己的形象，並且在1980年代開始透過電視直接行銷的方式成功吸引新一批的粉絲。此外他還參與了各式不同的演出機會，這包括在在大奧普裡的電影中演出，或者在沃夫曼·杰克的《午夜特別節目》上演唱歌曲等。在1974年之後他便表示將不會繼續創作新的歌曲作品，不過他自1979年開始到1991年時仍陸陸續續推出音樂合輯並且獲得一定成功，而在這段時間他也前往歐洲與澳洲進行參觀。
之後到了1990年代和進入21世紀時史林·惠特曼仍繼續在世界各地進行巡迴演唱並且發表新的翻唱歌曲，其中他藉由1996年時上映、描述火星人攻擊地球的電影《星戰毀滅者》成功囊括了新一代粉絲，而在這部由提姆·波頓執導的故事劇情中西爾維婭·西德尼飾演的忠實女性粉絲透過演奏他的音樂來讓入侵地球的外星人其頭部爆炸。他的最後一張專輯《暮光之城的線索》（Twilight on the Trail）則是和他的兒子拜倫·惠特曼（Byron Whitman）於2010年共同推出，其中內容收錄有金·奧崔的《重返江湖》等著名的西部音樂歌曲。2013年6月19日，史林·惠特曼於佛羅里達州橙園因為心臟衰竭逝世，享年90歲。